# Lycosa thoracica
Lycosa thoracica là một loài nhện trong họ Lycosidae.
Loài này thuộc chi Lycosa. Lycosa thoracica được Patel & C miêu tả năm 1993. Adinarayana Reddy.